# Jaroslav Drábek
Jaroslav Drábek (6. května 1901, Chrudim – 11. prosince 1996 Washington, D.C.) byl český právník a publicista. Za německé okupace byl činný v odboji a posléze vězněn v koncentračním táboře Auschwitz. Po druhé světové válce byl vrchním veřejným žalobcem Mimořádného lidového soudu pro potrestání německých válečných zločinců a kolaborantů. Po únoru 1948 emigroval, usadil se v Americe a pracoval jako redaktor Hlasu Ameriky. Byl členem komise pro Památník holocaustu zřízené prezidentem Carterem.

## Mládí
Narodil se v rodině chrudimského advokáta Jaroslava Drábka. Matka pocházela z rodiny zámožného pekaře Hrabánka. V roce 1905 se s rodiči přestěhoval do Ústí nad Orlicí, kde otec koupil advokátní kancelář po zemřelém dr. Veselém. V roce 1911 nastoupil na Jiráskovo gymnázium v Žitné ulici v Praze. Ještě před maturitou se v roce 1918 přihlásil jako dobrovolník do sokolských jednotek a v hodnosti svobodníka jel na Slovensko bojovat proti Maďarům. Nakrátko se vrátil složit maturitní zkoušky a na jaře 1919 odjel opět na Slovensko bojovat proti maďarským bolševikům. Po návratu se vydal ve šlépějích otce a nastoupil na Právnickou fakultu Univerzity Karlovy. Po získání doktorátu práv (1923) společně s Prokopem Drtinou založili debatní politicko-kulturní klub Přítomnost a po Drtinově odchodu do služeb prezidenta Beneše se stal předsedou tohoto klubu, jehož členy bylo až 200 českých osobností.
Oženil se s Jarmilou Kučerovou z Ústí nad Orlicí a měli spolu dva syny, Jaroslava a Jana.

## Odboj proti nacismu
Ve 30. letech jako advokát často hájil zájmy lidí, které pronásledoval nacistický režim a kteří emigrovali do Československa (například Helmuta Hirsche nebo Carla von Ossietzky).
Na podzim 1936 se v bytě Jaroslava Drábka začala scházet skupina převážně mladých politiků, kteří chtěli zmenšit vliv a moc agrární strany. Jádro skupiny tvořili P. Zenkl, H. Ripka, V. Krajina, J. Jína, Z. Chytil, P. Drtina, H. Masařík, A. Kinkal, ke schůzkám se občas připojili i F. Hála, A. Procházka, J. J. Rückl, J. Scheinost a B. Stašek.
Během mobilizace v září 1938 nastoupil službu u vojska v Hradci Králové. Po abdikaci prezidenta byl Drábek jeden z prvních, kdo Beneše v listopadu 1938 navštívil v londýnském exilu.
Za protektorátu se stal členem odbojové organizace Politické ústředí. Společně s Drtinou na konci roku 1939 zvažoval emigraci, ale s ohledem na rodinu (žena a dva nezletilí synové) se rozhodl zůstat doma. Byl blízkým spolupracovníkem doc. Krajiny, jednoho z čelných představitelů odbojové organizace ÚVOD, který již v té době působil v ilegalitě. Pro své předválečné protinacistické aktivity a přátelství s lidmi z okruhu Edvarda Beneše byl Drábek sledován gestapem a v roce 1942 dostal ultimátum: buď se stane konfidentem gestapa a pomůže odhalit místo úkrytu doc. Krajiny, nebo bude zatčen. Spolupráci odmítl a tak byl v lednu 1943 zatčen a poslán do Osvětimi.
Protože gestapo se domnívalo, že by Drábek mohl být užitečný v přesvědčování mezitím již také dopadeného Krajiny ke spolupráci, v květnu 1943 byl z Osvětimi převezen zpět do Prahy a uvězněn na Pankráci. Většinu času trávil na cele se svým přítelem Zdeňkem Dohalským.

## Veřejný žalobce
Po osvobození Drábek obdržel od prezidenta republiky Československý válečný kříž 1939 a medaili Za zásluhy. Stal se národním správcem Národní banky československé. Jeho nejvýznamnější funkcí však bylo jmenování vrchním veřejným žalobcem Mimořádného lidového soudu v Praze. Původně mu ministr spravedlnosti nabízel funkci žalobce u Národního soudu, ale to Drábek odmítl neboť tuto instituci považoval za čistě politickou.
Prvním nacistickým zločincem, kterého Drábek přivedl na šibenici, byl bývalý náměstek pražského primátora, Josef Pfitzner. Dále vedl žalobu například proti bývalému státnímu ministrovi K. H. Frankovi, protektorovi Daluegovi, pachatelům lidického masakru nebo zrádci Augustinu Přeučilovi.
Během přípravy procesu s K.H. Frankem Drábek překazil pokus komunistického zpravodajce Bedřicha Pokorného podstrčit Frankovi výpověď, která by měla dokazovat kolaboraci doc. Krajiny s nacisty.
Ve Varšavě a v Krakově Drábek vystoupil jako svědek při procesu s velitelem a dozorci osvětimského koncentračního tábora.
| „                                                     | Já, který se musel bezmocně dívat na to, jak Hitler systematicky vybíjí můj národ a vraždí mé nejdražší přátele, jsem přes noc získal moc odplácet za to těm, kteří to všechno zavinili. V Praze jsem jako prokurátor přivedl na šibenici ministra K. H. Franka, říšského protektora Daluegeho, sudetoněmecké poslance a řadu jiných ničemů, zrádců a vrahů. | “ |
| — Jaroslav Drábek, (Z časů dobrých i zlých, s. 9-10), | |   |

## Emigrace
Krátce po únoru 1948 Drábek s rodinou emigroval do americké okupační zóny v Bavorsku a v září téhož roku pokračovali do USA. Drábek se stal komentátorem českého a slovenského vysílání rádia Hlas Ameriky, pro které pracoval až do roku 1971, kdy odešel do důchodu.
Ve druhé polovině 70. let Drábka požádal jeho dávný přítel Prokop Drtina, aby se v zahraničí postaral o vydání jeho trojdílných pamětí, které nebylo možné publikovat v komunistickém Československu. Paměti se podařilo propašovat do Paříže k Pavlu Tigridovi, ale žádný západní vydavatel o ně neměl zájem, protože byly příliš obsáhlé a finanční návratnost byla nejistá. Editorskou péčí Jaroslava Drábka byl text pamětí zkrácen a nakonec byl publikován ve Škvoreckého vydavatelství Sixty-Eight Publishers.
V roce 1978 se americký prezident Carter rozhodl ve Washingtonu vybudovat památník pro studium holocaustu. Jeho součástí se měla stát rada složená z význačných amerických morálních vůdců, která by shromažďovala zprávy o probíhajících nebo hrozících genocidách kdekoli na světě a svým vlivem na politiky a světovou veřejnost přispěla k zastavení takových činů. Mezi jinými byl členem této rady jmenován také Jaroslav Drábek, coby přeživší koncentračního tábora a právník, který stíhal válečné zločince.

## Dílo
- DRÁBEK, Jaroslav. Povídky o krutém umírání. Praha: Klub socialistické kultury, 1947. 126 s.
- DRÁBEK, Jaroslav. Čtení o moravských bratřích. New York, 1962.[8]
- DRÁBEK, Jaroslav. Oženil jsem se s královnou. Cramerius Publishing House, 1986, 184 s.[9]
- DRÁBEK, Jaroslav. Podzemí. Toronto: Sixty-Eight Publishers, 1986. 346 s.
- DRÁBEK, Jaroslav. Z časů dobrých i zlých. Praha: Naše vojsko, 1992. 166 s.